# 和平镇 (汕头市)
和平镇是中国广东省汕头市潮阳区所辖的一个镇，是广东省音像专业镇。位于潮阳城区西部，西连潮南区峡山街道，东街金浦街道。镇域总面积51.9平方公里，至2003年末人口16.2174人。下辖19个居委会：中寨、新和、凤善、凤皋、和平、和铺、高丰、白石、里美、塘围、下寨、下厝、新龙、五和、练北、潮联、临昆上、塭内，3个村委会3个：安轿、峰民、练岗。

## 名称
和平原名蚝坪，因本地盛产蚝而得名。南宋末年，文天祥率军抗元时路过蚝坪，因此地“地气和平”，将蚝坪改为和平里，如今仍有手书石刻留存。

## 历史
民国初年，和平废都为区，至1952年为潮阳县第四区。1955年改称和平区。1956年分设和平、溪头、港头3乡。1958年又合设和平公社。1959年溪头、港头、胪岗等村再次从和平公社分出。1983年改区，1986年建镇。